# Тесла модел S
Тесла модел S је електрични спортски аутомобил који производи америчка компанија Тесла од 2012. године.

## Историјат
Модел S је дизајнирао Франц фон Холцхаузен, амерички дизајнер који је претходно радио за Mazda North American Operations. За покретање производње званично је објављено у саопштењу за јавност 30. јуна 2008. године. Аутомобил је током истраживања и прелиминарног развоја имао кодни назив WhiteStar. Прототип возила приказан је на конференцији за новинаре 26. марта 2009. године. Ексклузивна премијера електричног аутомобила одржана је у Теслиној продавници Менло парк, у Калифорнији, 8. априла 2009. године.
У фебруару 2008. године објављено је да је компанија планирала да понуди опсежнију верзију модела S. Ова верзија би укључивала бензински мотор који би проширио домет вожње, али се ипак одустало у каснијим ревизијама. На конференцији септембра 2008. године Теслин директор Илон Маск, најавио је да компанија развија само електричне аутомобиле.
Изградња фабрике за монтажу у Албукеркију, у Новом Мексику је требало да почне у априлу 2007. године, али је отказана. Најављена фабрика која ће бити изграђена у Сан Хозеу, у Калифорнији такође је отказана. Коначно, трећи план је реализован. Маја 2010. године Тесла је најавила да ће произвести модел S у бившој заједничкој фабрици за монтажу NUMMI, Џенерал моторса и Тојоте у Фримонту, у Калифорнији, која је сада позната као Теслина фабрика.
Испорука возила је започела у јуну 2012. године у САД. Званични домет за луксузни модел S опремљен са 85 kWh литијум-јонском батеријом је 434 км, превазивши Теслу родстер из 2008. године, и тиме је модел S постао електрични аутомобил са највећим дометом доступним на тржишту. Домет за модел S са 60 kWh батеријом је 330 км. Модел са најмањом батеријом од 40 kWh има домет од 250 км. Почетне цене су 49.000/59.000/69.000 долара за моделе 40kWh/60kWh/85kWh батерије и крећу се све до 87.400 долара са попустом од 7.500 долара на федералну таксу.

## Награде
Модел S је за 2013. годину освојио награду за најзеленији аутомобил године. Исте године осваја награду Motor Trend као аутомобил године, такође магазин Automobile награђује га истом наградом. Од часописа Тајм добија награду за 25 најбољих изума за 2012. годину. Код непрофитне организације Consumer Reports, модел S је аутомобил са најбољим резултатом тестирања на путу. 2015. године магазин Car and Driver га проглашава аутомобилом века.

## Спецификације
|                      | Стандардни                        | Стандардни                                           | Стандардни                                           | Перформанс                                           |
| 40 kWh               | 60 kWh                            | 85 kWh                                               | 85 kWh                                               |                                                      |
| -------------------- | --------------------------------- | ---------------------------------------------------- | ---------------------------------------------------- | ---------------------------------------------------- |
| Домет                | 160 mi (258 km) (Tesla Motors)    | 230 mi (370 km) (Tesla Motors) 208 mi (335 km) (EPA) | 300 mi (480 km) (Tesla Motors) 265 mi (426 km) (EPA) | 300 mi (480 km) (Tesla Motors) 265 mi (426 km) (EPA) |
| Максимална снага     | 175 kW (235 hp) @ 4000-10,300 rpm | 225 kW (302 hp) @ 5000-8000 rpm                      | 270 kW (362 hp) @ 6000-9500 rpm                      | 310 kW (416 hp) @ 5000-8600 rpm                      |
| Обртни момент        | 310 lb·ft (420 N·m) @ 0-4000 rpm  | 317 lb·ft (430 N·m) @ 0-5000 rpm                     | 325 lb·ft (440 N·m) @ 0-5800 rpm                     | 443 lb·ft (600 N·m) @ 0-5100 rpm                     |
| 0-60 mph (0–97 km/h) | 6.5 sec                           | 5.9 sec                                              | 5.6 sec                                              | 4.4 sec                                              |
| Максимална брзина    | 110 mph (177 km/h)                | 120 mph (193 km/h)                                   | 125 mph (201 km/h)                                   | 130 mph (210 km/h)                                   |
| Брзо пуњење          | недоступно                        | опционо                                              | укључено                                             | укључено                                             |

## Галерија
- пре рестајлинга
- пре рестајлинга
- после рестајлинга
- после рестајлинга